# Nueve de Octubre
Nueve de Octubre, alternative Schreibweise: 9 de Octubre, ist ein Stadtteil von Guayaquil und eine Parroquia urbana im Kanton Guayaquil der ecuadorianischen Provinz Guayas. Die Fläche beträgt etwa 141 ha. Die Einwohnerzahl lag 2010 bei 5747.

## Lage
Die Parroquia Nueve de Octubre liegt im Stadtzentrum von Guayaquil. Das annähernd rechtecksförmige Gebiet hat eine Längsausdehnung in SSW-NNO-Richtung von 1700 m sowie eine mittlere Breite von 800 m. Das Verwaltungsgebiet wird im Osten von der Avenida Quito, im Süden von der Calle Ayacucho und im Westen von der Calle Tungurahua begrenzt. Im Norden reicht die Parroquia bis zum Coliseo Voltaire Paladines Polo.
Die Parroquia Nueve de Octubre grenzt im Norden an die Parroquia Tarqui, im Osten an die Parroquias Roca und Rocafuerte, im Süden an die Parroquia  Sucre sowie im Westen an die Parroquia Urdaneta.

## Sehenswertes
In dem Verwaltungsgebiet befinden sich das Monumento Francisco Urbina Jado, die Kirche Iglesia del Corazón de María, die Salas de velación de la Junta de Beneficencia, die Fiscalía del Estado, außerdem das Piscina Olímpica und die Pista Atlética de la Federación Deportiva del Guayas sowie das Hotel Oro Verde.

## Geschichte
Die Parroquia wurde benannt nach dem 9. Oktober, dem Tag der Unabhängigkeit Guayaquils im Jahre 1820.